# Obřany (hrad, okres Kroměříž)
Obřany jsou zřícenina hradu v Hostýnských vrších poblíž Bystřice pod Hostýnem v okrese Kroměříž. Od roku 1973 jsou chráněny jako kulturní památka. Zbytky hradu se nachází na území přírodní rezervace Obřany.

## Historie
Hrad založil před rokem 1365 Boček z Kunštátu a Poděbrad. Nazval jej podle zaniklého rodového sídla Obřany u Brna. Došlo však k tomu bez souhlasu moravského markraběte Jana Jindřicha i jeho bratra českého krále Karla IV. Ten nařídil v roce 1366 demolici hradu, ale výsledkem bylo patrně jen pozastavení jeho další výstavby. Hrad byl v první polovině 15. století patrně provizorně využíván a zničen až za husitských válek. Poté již nebyl hrad využíván a nahradila ho nově zbudovaná tvrz v Bystřici pod Hostýnem.

## Popis
Tvar hradu Obřany byl velice uzpůsoben úzkému a protáhlému vrcholovému hřebeni o rozměrech přibližně 120×20 metrů. V západní části jsou pozůstatky okrouhlé strážní věžice. Ve východní části jsou terénní náznaky rozměrného paláce. Hradní válcová věž stojí na nejvíce chráněném místě s širokým výhledem. Na jižní straně hradu jsou terénní pozůstatky příkopu a valu (které nebyly dostatečně dokončeny) a nacházela se zde vstupní brána.

## Zajímavosti
Se svou nadmořskou výškou 704 metrů je po nedalekém hradu Skalný druhým nejvýše položeným hradem na Moravě. Historik Václav Štěpán považuje toto tvrzení za mylné a uvádí výše položený hrad Rabštejn u Rýmařova ležící ve výši 805 m n. m., případně slezský Koberštejn u Jeseníku ve výši 934 metrů.
Pod zříceninou hradu se nachází vodní pramen Táborského a Ondrúškův (původně Hladová studánka). Je pojmenován na počest etnografa-spisovatele Františka Táborského a malíře Františka Ondrúška, kteří sem často docházeli a vodili své přátele.

## Ohrožení památky
Torzo hradního zdiva je značně pobořeno a trvale podléhá destrukci, způsobené zvětráváním, vandalskými zásahy i pády stromů.

## Přístup
Hrad je přístupný po červené turistické značce, která vede z Bystřice pod Hostýnem na Hostýn, a poté k turistickému rozcestníku Rožnovjačka.